# Abel (Alabama)
Abel ist eine Unincorporated Community im Cleburne County im US-Bundesstaat Alabama.

## Geographie
Abel liegt im Osten des Bundesstaates Alabama im Süden der Vereinigten Staaten, inmitten des etwa 1,6 Mio. Quadratkilometer großen Talladega National Forest.
Nahegelegene Orte sind unter anderem Oxford (6 km nordwestlich) Hollis Crossroads (6 km südöstlich), Heflin (10 km nordöstlich) und Hobson City (12 km nordwestlich). Nächste große Stadt ist mit etwa 212.000 Einwohnern das knapp 80 Kilometer westlich entfernt gelegene Birmingham.

## Geschichte
Der Ort wurde nach der biblischen Figur Abel, dem zweiten Sohn von Adam und Eva, benannt.
1889 wurde eine Poststation in Abel eröffnet, die bis 1907 in Betrieb blieb.

## Verkehr
Der Ort befindet sich an der Alabama State Route 281, die etwa vier Kilometer nordöstlich einen Anschluss an den U.S. Highway 431 sowie sieben Kilometer nördlich einen Anschluss an den Interstate 20 herstellt.